# Середовище є повідомленням
Середовище (засіб комунікації) є повідомленням (англ. the Medium is the Message) — концепція, розроблена канадським філософом та дослідником медіа-впливів Маршалом Маклуеном. Так називався перший розділ книги Маклуена «Розуміння засобів комунікації: зовнішнє розповсюдження людини», в якому розказується про фонові впливи засобів масової комунікації. Власне для їх опису дослідник і використав свою відому фразу, що стала афоризмом — «середовище є повідомленням».

## Публікації
- Як уже згадувалося, вперше концепція середовища як повідомлення була згадана та описана в книзі “Розуміння засобів комунікації: зовнішнє розповсюдження людини”[en] в 1964 році.

- Вдруге фраза з'являється у заголовку спільного видання Маклуена та графічного дизайнера Квентіна Фіоре[en] в 1967 році у дещо видозміненому вигляді та звучить як «Засіб комунікації є масажем» (The Medium is the Massage[en]). Такою грою слів автори хотіли підкреслити вплив засобів масової комунікації на органи чуття людини. Хоча існує непідтверджений міф про те, що насправді така назва публікації — наслідок типографічної помилки, яку автори втім вигідно використали.

## Суть концепції
Здебільшого дослідники праць Маклуена сходяться на думці, що основним посилом, який Маклуен хотів висловити своєю відомою фразою, є той, що форма самого засобу комунікації важливіша за той контент, що міститься в ньому. Значний вплив на свідомість індивідів несе сам факт існування медій, їх тип та форма.
Засоби масової комунікації мають набагато більший вплив на формування природи суспільства, аніж будь-яка інформація, що доноситься за допомогою цих медіа.
Для кращого розуміння таких пояснень Маклуен наводить в приклад те, як нові транспортні засоби змінили структури міст: наприклад, авіатранспорт сильно вплинув на просторову організацію міст, та навіть на те, де вони самі розміщаються. Сам факт існування авіатранспорту вніс ці зміни в суспільство, а не те, для яких саме цілей  цей авіатранспорт використовується. Точно так само наявність радіо та телебачення вплнула на те, як люди організовують свій час, на просторову організацію всередині наших помешкань. Якщо проводити паралелі із сучасною реальністю медіа-простору, то релевантним концепції буде запитання «Що більше впливає на наше життя — контент кожного окремо взятого відео на YouTube, чи сам факт існування такого виду масової комунікації?».
Істинним значенням кожного медіа-повідомлення Маклуен називає не його прямий зміст, а зміну масштабу, швидкості чи форми, що приноситься цим повідомленням в людську діяльність. Значущість окремого засобу масової комунікації виміряється не так об'ємом повідомлень, що ним передається, як здатністю медіа донести цей контент до якомога ширшої аудиторії. Для успішної комунікації необхідно, щоб адресат був добре знайомий із засобом комунікації, який використано для передачі інформації, міг його розшифрувати, розуміючи суть висловлювання, та при цьому враховував контекст, підтекст та особливості засобу комунікації. Саме цим пояснюється успішність одних та неуспішність інших медій. МакЛуен застерігає споживачів медіа-продуктів від можливого «засліплення» нас контентом медіа, адже інші характеристики засобів масової комунікації куди більш важливіші та більше впливають на соціальну організацію життя.
Ідеї канадського дослідника медіа комунікацій, розроблені в 1960-х роках минулого століття, і до сьогодні вважаються доволі новаторськими, оскільки залишаються релевантними і в епоху цифрових технологій.

## Концепція в популярній літературі
Концепція «середовище є повідомленням» та її автор — головні герої одної із серій канадського історичного серіалу «Хвилини спадщини».

## Використані джерела
1. Архангельская, И. Б. (2007). Герберт Маршалл Маклюэн: От исследования литературы к теории медиа. М.: Изд-во Моск. ун-та.
2. McLuhan, M. (1994). Understanding media: The extensions of man. MIT press.